# Loubens-Lauragais
Loubens-Lauragais es una pequeña localidad y comuna francesa situada en el departamento de Alto Garona y la región de Mediodía-Pirineos, en el Lauragais.

## Demografía
| 159 | 185 | 189 | 233 | 248 | 324 |
| Para los censos de 1962 a 1999 la población legal corresponde a la población sin duplicidades (Fuente: INSEE [Consultar]) |     |     |     |     |     |

## Lugares de interés

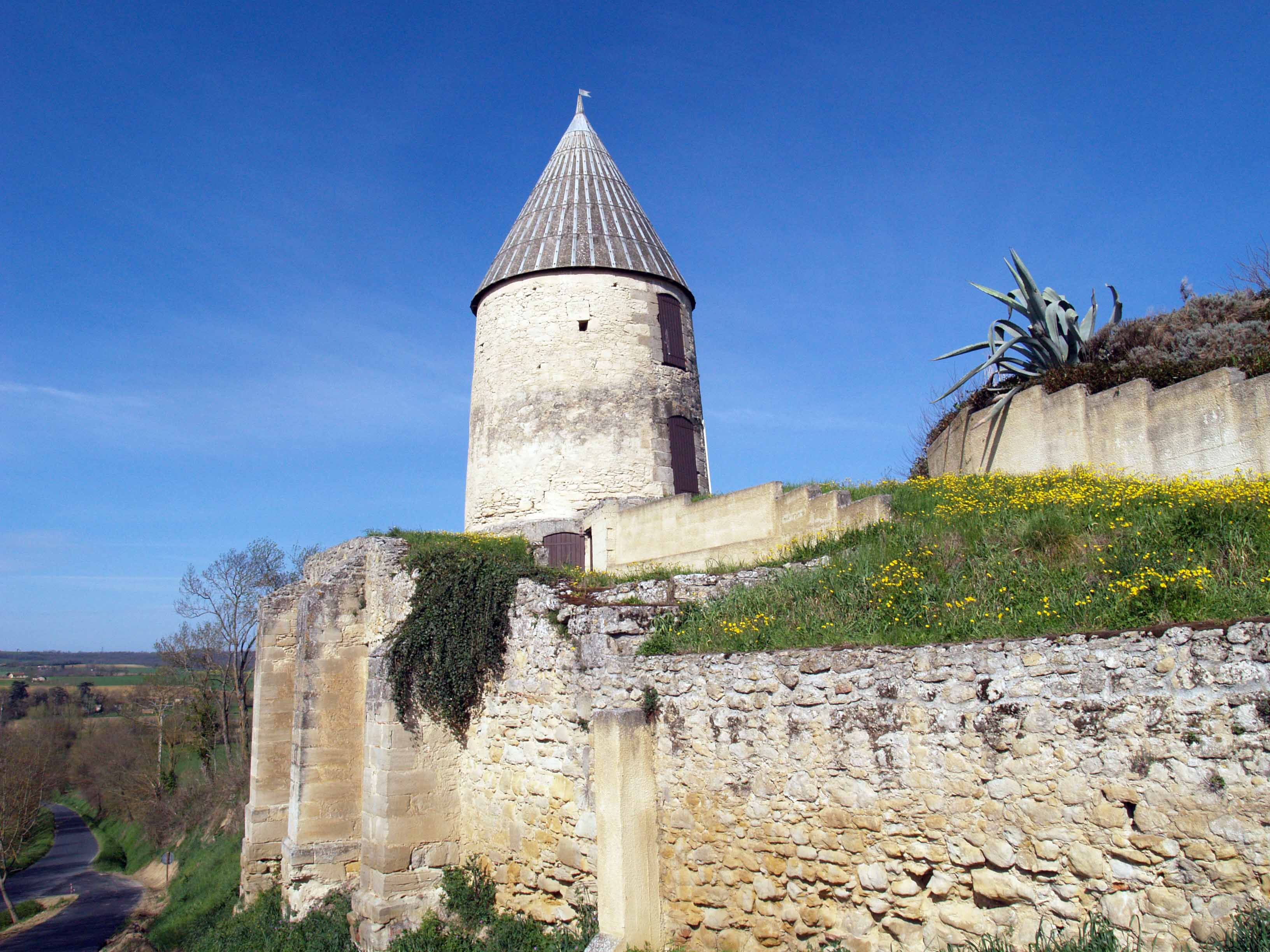
El antiguo molino de viento

- Castillo de Loubens del siglo XV
- Antiguo molino de viento del siglo XV